# 豊中市立千里図書館
豊中市立千里図書館（とよなかしりつせんりとしょかん）は大阪府豊中市にある市立図書館。

## 概要
1978年（昭和53年）4月開館。千里公民館・千里老人福祉センターとの複合施設である「千里文化センター」内に設置されている。11万冊の蔵書がある。2008年（平成20年）2月に改装した。

## 利用案内
- 開館時間　[1]
  - 火曜日～金曜日 : 10:00～20:00
  - 月曜日・土曜日・日曜日・祝日・休日 : 10:00～17:00
- 休館日 : 毎月最終金曜日（12月以外）・年始年末・特別整理期間
- 貸出:本や雑誌・CDやビデオなど合わせて10点。ただしCDは4点、映画ビデオ（VHS）と映画DVD（DVDは名誉市民・山田洋次ライブラリーの山田作品のみ所蔵）は各1点まで。
- 貸出期間：2週間

## 周辺
- よみうり文化センター
- 千里阪急

## 交通
- 北大阪急行・大阪モノレール 千里中央駅から徒歩すぐ